# Acantholimon wiedemanii
Acantholimon wiedemanii är en triftväxtart som beskrevs av Aleksandr Andrejevitj Bunge. Acantholimon wiedemanii ingår i släktet Acantholimon och familjen triftväxter. Inga underarter finns listade i Catalogue of Life.